# Sphaeronemoura hamistyla
Sphaeronemoura hamistyla är en bäcksländeart som först beskrevs av Wu, C.F. 1962.  Sphaeronemoura hamistyla ingår i släktet Sphaeronemoura och familjen kryssbäcksländor. Inga underarter finns listade i Catalogue of Life.